# Antoine de Cous
Antoine de Cous (né le 2 janvier 1573 à Treignac, mort à Cassaigne le 14 juillet 1648) est un ecclésiastique qui fut évêque de Condom de 1616 à 1647.

## Biographie
Antoine de Cous ou Coues est issu d'une famille originaire du Limousin ; il est le fils de Philippe, seigneur de Cous et de Trombel et notaire royal à Treignac, et de Marie Duchemin la sœur de l'évêque Jean Duchemin.
Il est envoyé par son oncle maternel effectuer ses études à l'université de Bordeaux. Docteur en théologie en 1592, chanoine de Condom, il est ordonné prêtre en 1595. D'abord vicaire général, il est nommé coadjuteur de Jean Duchemin et évêque titulaire d'Auzia le 15 mars 1604 et consacré comme tel le 28 mars à Rome par le cardinal François de Joyeuse. 
Il succède à son oncle en 1616. Il assiste à l'Assemblée de la province ecclésiastique à Bordeaux en 1624, et il est député à l'Assemblée du clergé à Paris de 1625. Il implante les Oratoriens à Condom en 1628, établit les Capucins à Nérac et les Ursulines à Auvillar et au Mas-d'Agenais. En 1633 il repousse un retour offensif de huguenots sur sa cité épiscopale et reçoit pour cela les félicitations du roi Louis XIII. En 1647 il résigne son siège épiscopal en faveur de Jean d'Estrades, pour une pension de 10 000 livres et la jouissance de la seigneurie et du château de Cassaigne  où il meurt le 14 février 1648. Il est inhumé dans la chapelle des martyrs de la cathédrale Saint-Pierre de Condom.